# Michele D'Aria
Michele D'Aria (Pellio Intelvi, 1446 circa – Genova, 1500 circa) è stato uno scultore italiano.

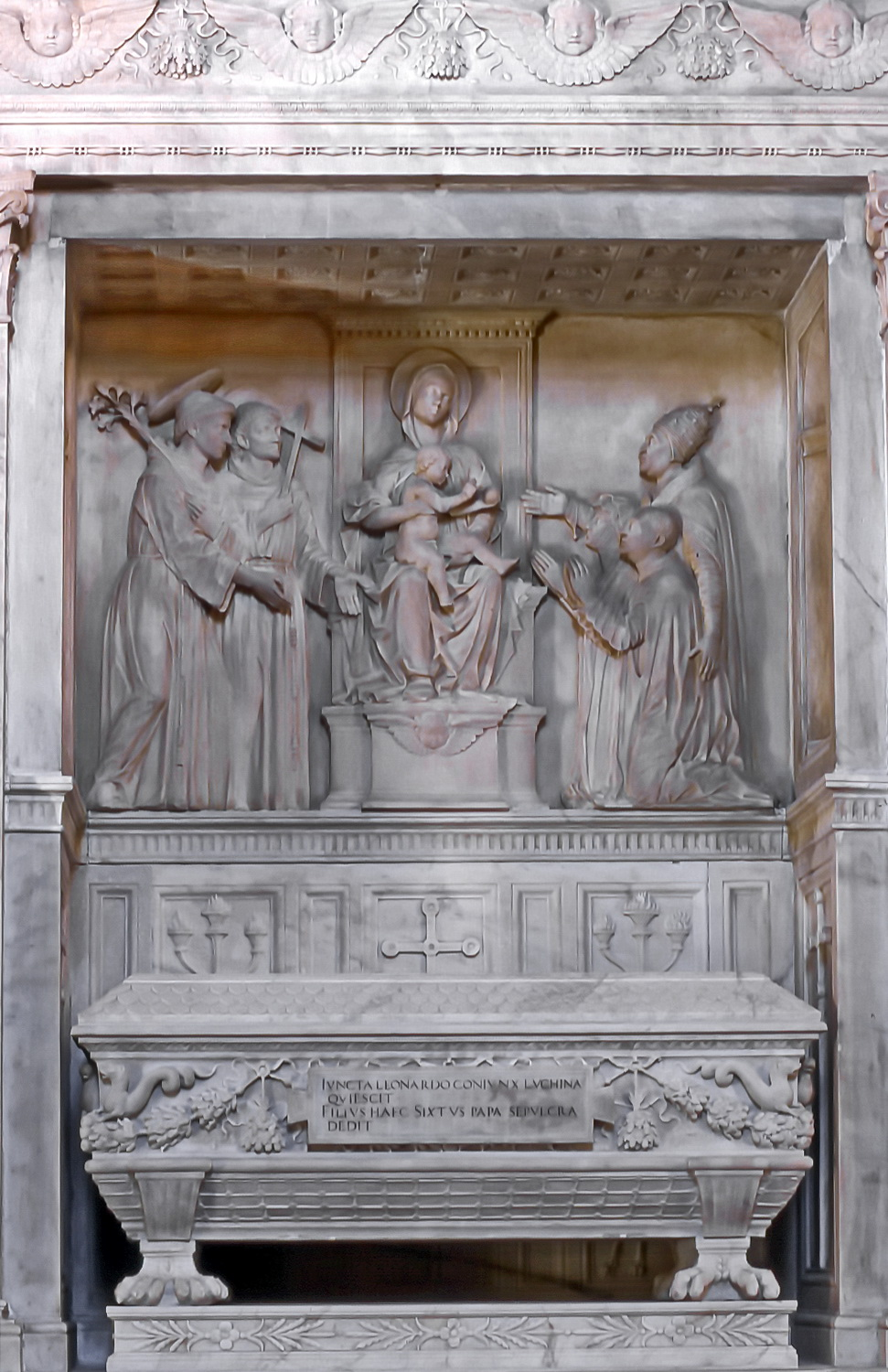
sepolcro dei genitori di Papa Sisto IV, 1483, Savona

Lavorò assieme ai fratelli Bonino e Giovanni. La sua formazione artistica venne compiuta nell'importante cantiere della Certosa di Pavia. I tre fratelli D'Aria furono attivi nella cappella sistina della cattedrale di Savona per scolpire il monumento funebre in memoria dei genitori di Papa Sisto IV, Leonardo Della Rovere e Luchina Monleone. È stato realizzato seguendo il tipico gusto lombardo.
Una delle opere più importanti realizzate da D'Aria, assieme a Donato Benti, fu il monumento funebre per i duchi d'Orléans commissionato da Luigi XII e collocato nella cattedrale di Saint Denis.